# If That's What It Takes
If That's What It Takes è il primo album del cantante statunitense Michael McDonald, pubblicato dall'etichetta discografica Warner nell'agosto 1982.
L'album è prodotto da Ted Templeman e Lenny Waronker. L'interprete firma tutti i 10 brani, pur essendo autore completo di solo 3 di essi.
Dal disco vengono tratti i singoli I Keep Forgettin' e I Gotta Try".

## Tracce

### Lato A
1. Playin' by the Rules
2. I Keep Forgettin'
3. Love Lies
4. I Gotta Try"
5. I Can Let Go Now

### Lato B
1. That's Why
2. If That's What It Takes
3. No Such Luck
4. Losin' End
5. Believe in It